# Panehesi (Wesir)
Panehesi war ein altägyptischer Wesir der 19. Dynastie (Neues Reich). Sein Amtsbereich war Oberägypten in der Regierungszeit von König (Pharao) Merenptah (etwa  1213 bis 1204 v. Chr.).
Als hoher Palastbeamter trug Panehesi zahlreiche Titel, darunter Vorsteher der Stadt, Wesir, Festleiter des Amun, Wedelträger zur Rechten des Königs und Vorsteher der Priester aller Götter. Panehesi erscheint zuerst im 2. Regierungsjahr von Merenptah in Dschabal as-Silsila. Der Großteil seiner Quellen stammen aus Deir el-Medina. Dort lebten die Arbeiter, die die Königsgräber erbauten, und als oberägyptischer Wesir stand Panehesi diesen Arbeitern vor. Panehesi wird zum letzten Mal im 8. Regierungsjahr von Merenptah erwähnt.